# Byodo-in

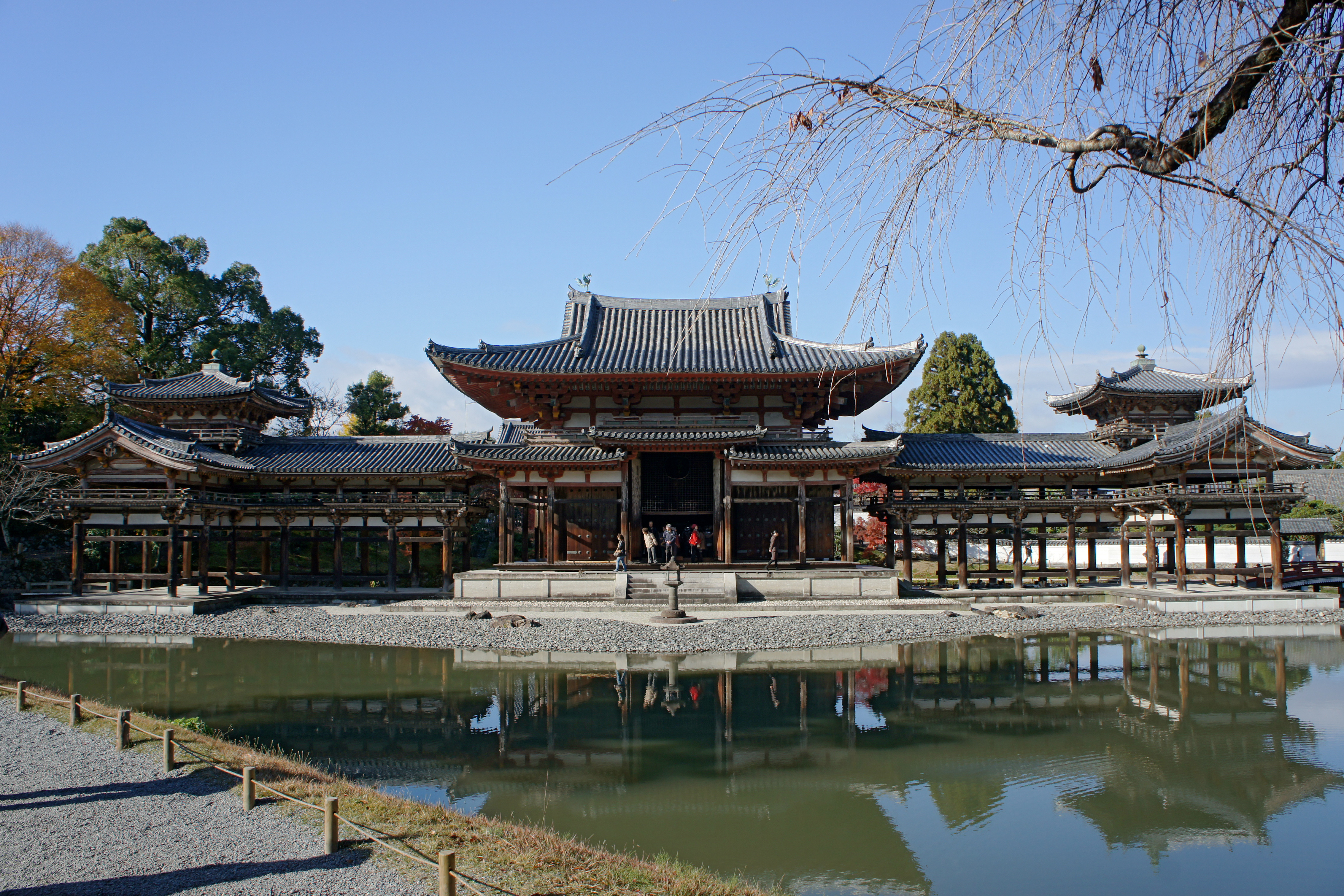
Fenikshal

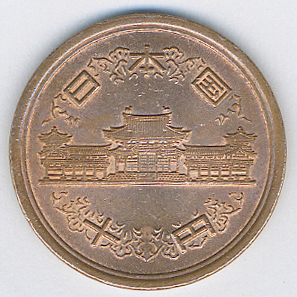
Japans 10 yenmuntje met daarop de Fenikshal.

Byōdō-in (平等院) is een boeddhistische tempel gelegen in de Japanse stad Uji in de prefectuur Kyoto. Het is zowel een tempel van de Jodo Shu- als de Tendai-sekte.

## Geschiedenis
De tempel is oorspronkelijk gebouwd in 998 tijdens de Heianperiode. Het gebouw was toen een villa voor Fujiwara no Michinaga, een van de machtigste leden van de Fujiwarafamilie. De villa werd in 1052 door Fujiwara no Yorimichi omgebouwd tot tempel. Het bekendste gebouw van de tempel is de fenikshal (鳳凰堂 hōō-dō) of de Amitabhahal. Deze is gebouwd in 1053. Het is het enige originele gebouw dat vandaag de dag nog overeind staat. De overige tempelgebouwen sneuvelden tijdens een burgeroorlog in 1336.
De fenikshal bestaat uit een centrale gang met twee zijvleugels en een kleinere hal. De centrale gang bevat een beeltenis van de Amida-boeddha. Het dak van de hal bevat standbeelden van de Feng Huang, in Japan de hōō genaamd. Het beeld van Amida is gemaakt van hout van de Japanse cipres, en is bedekt met een laagje bladgoud. Het standbeeld is gemeten van de knieën tot het hoofd drie meter hoog.

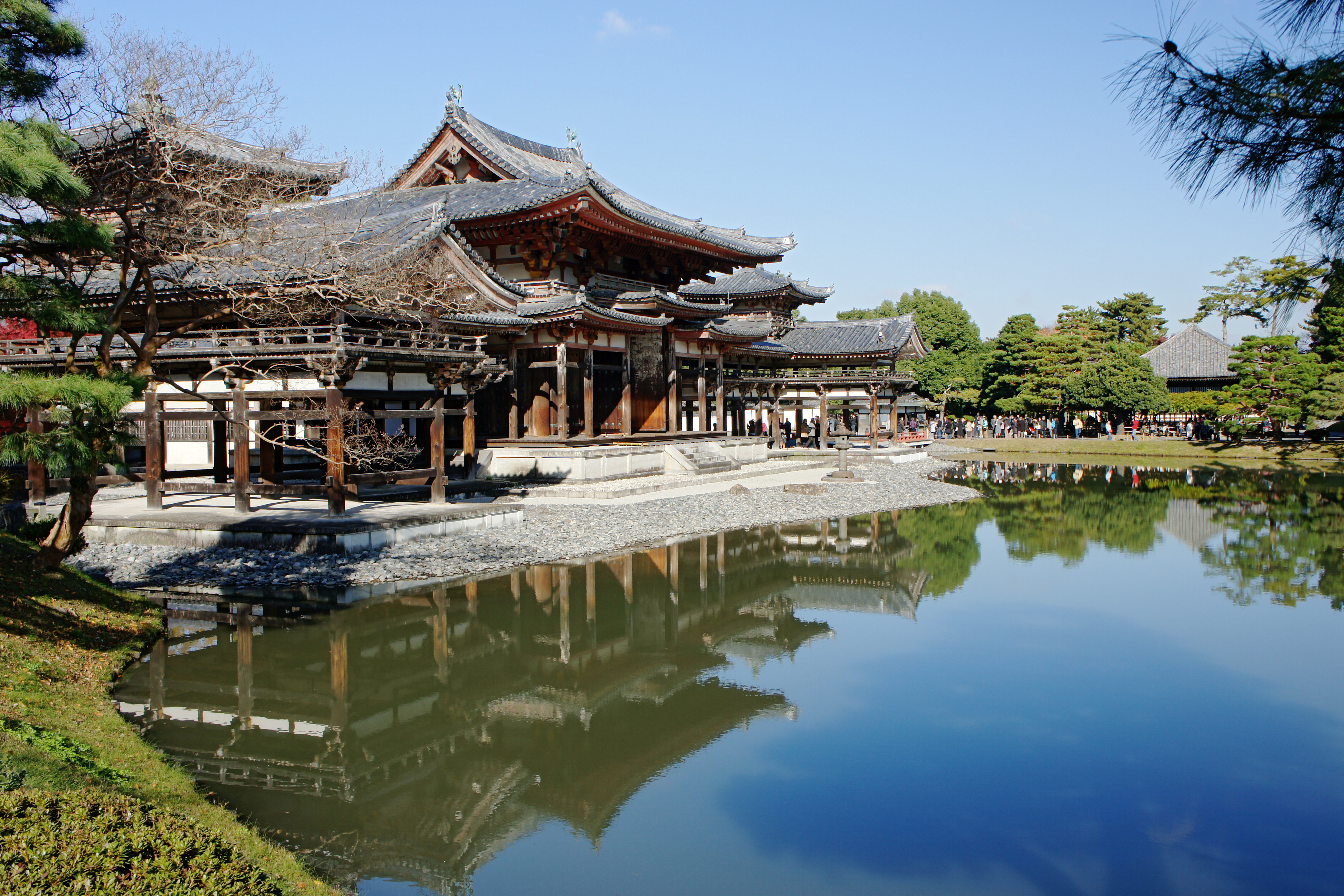
Jodo-shiki tuin

Rondom de fenikshal bevinden zich een Jodo-shiki tuin en een vijver, die in 1997 werd drooggelegd voor een archeologische opgraving. Naast de hal staat tegenwoordig het Byōdō-in-museum, waar de meeste van de nationale schatten van Byōdō-in zijn opgeslagen. Hieronder bevinden zich 52 houten Bodhisattva’s, de tempelbel en andere historische voorwerpen.
De tempel staat afgebeeld op de Japanse 10 yenmunt en het 10.000 yenbiljet. In december 1994 verklaarde UNESCO de tempel tot een werelderfgoed, als onderdeel van de historische monumenten van Oud-Kioto. Tevens is de tempel door de Japanse overheid benoemd tot nationale schat.
Op 7 juni 1968 werd een replica op ware grootte gebouwd in de Vallei der tempels op het Hawaïaanse eiland Oahu.

## Galerij

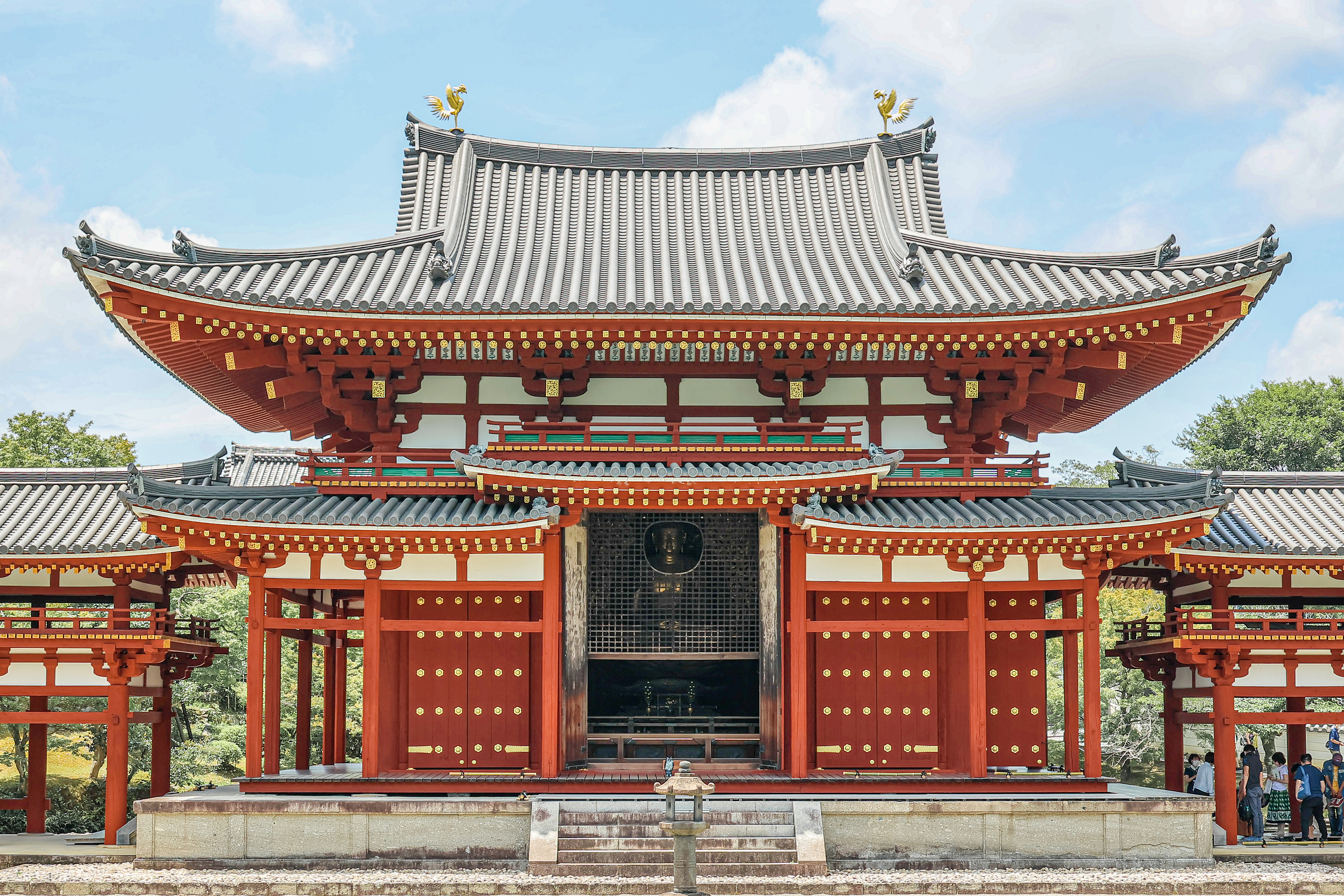
Centrale hal van Phoenix Hall
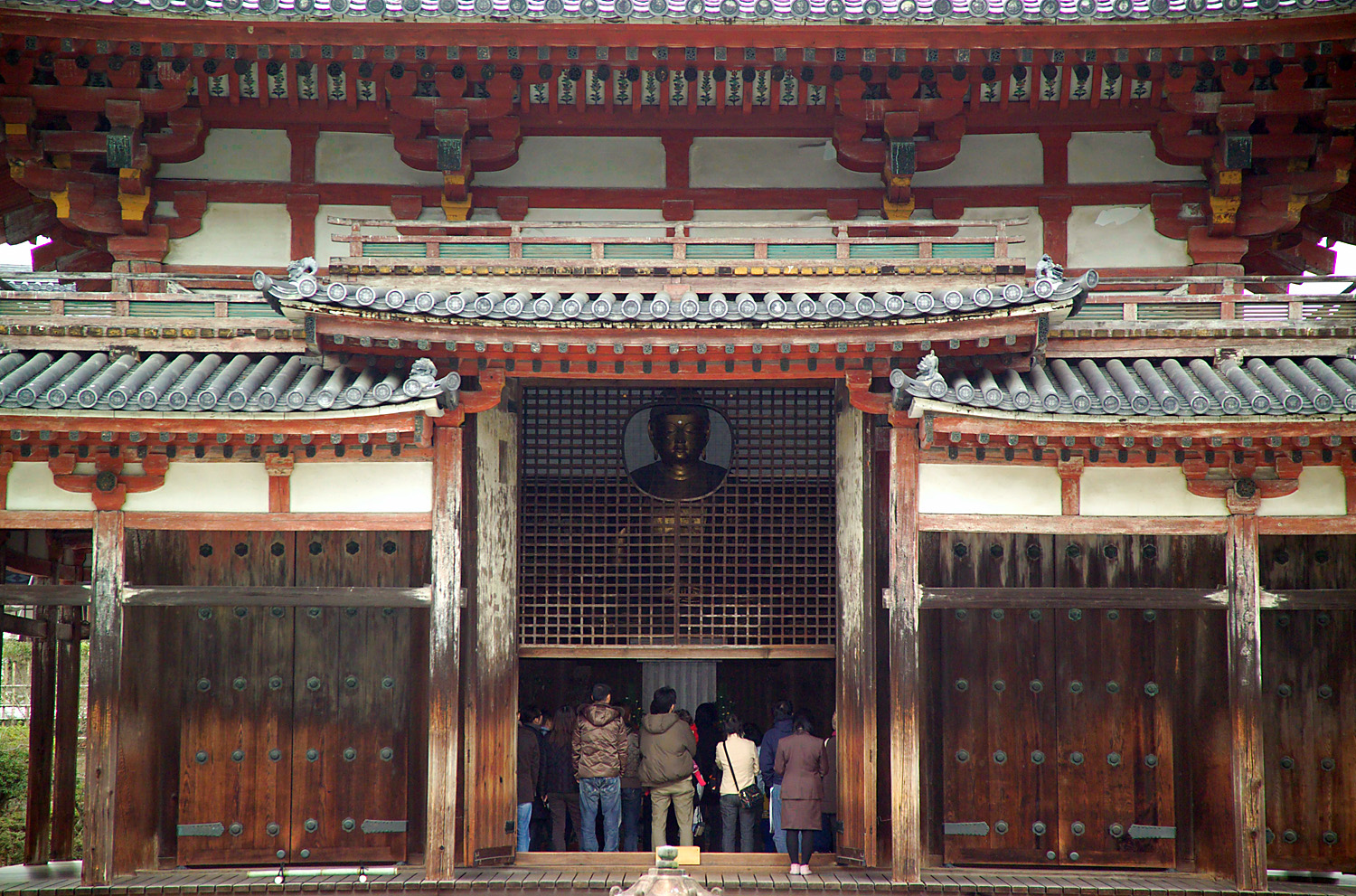
Het hoofd van het Jōchōbeeld van Amida is zichtbaar op deze foto van de fenikshal.
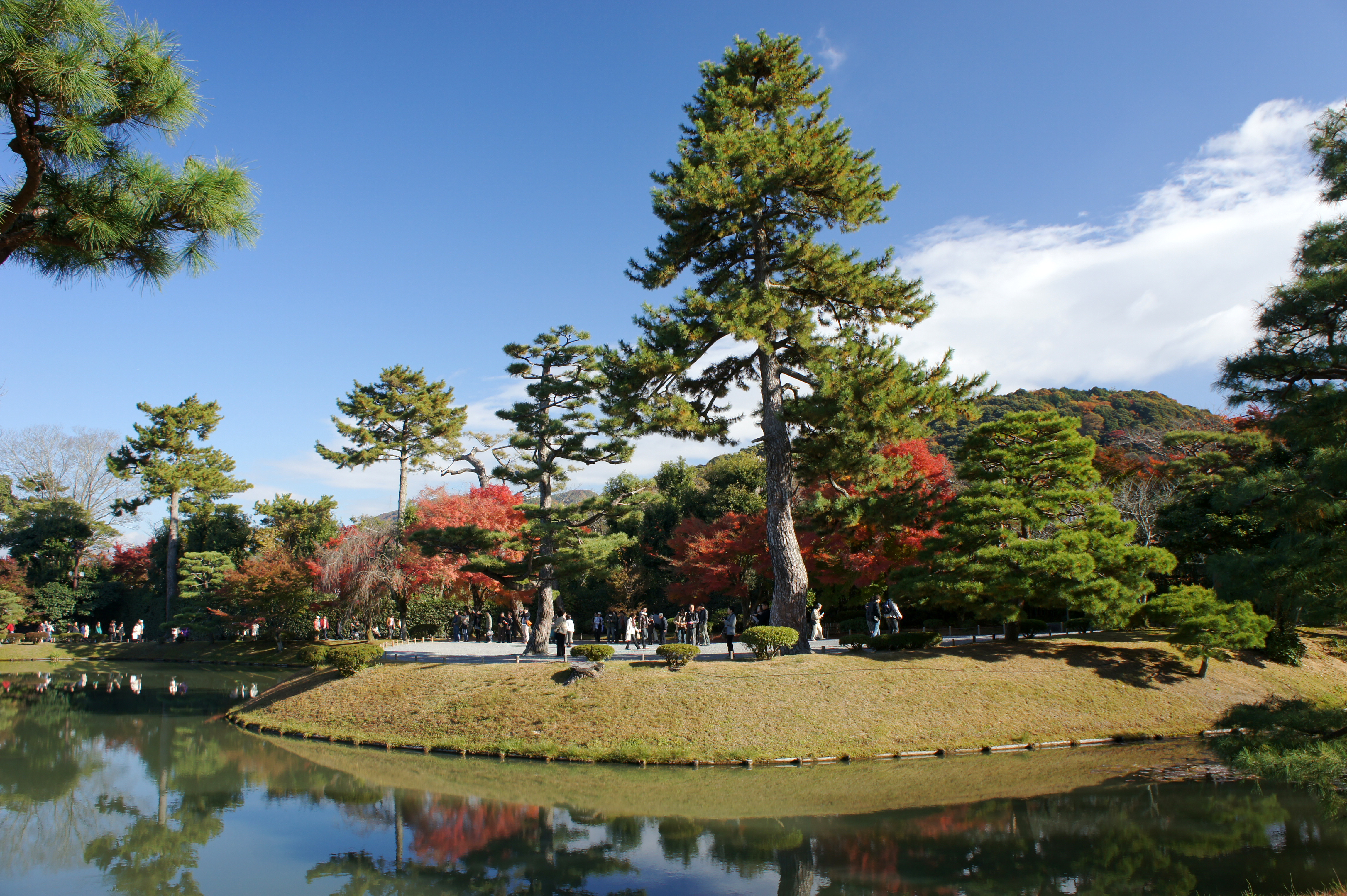
Hoek van de linkerkant van de fenikshal.
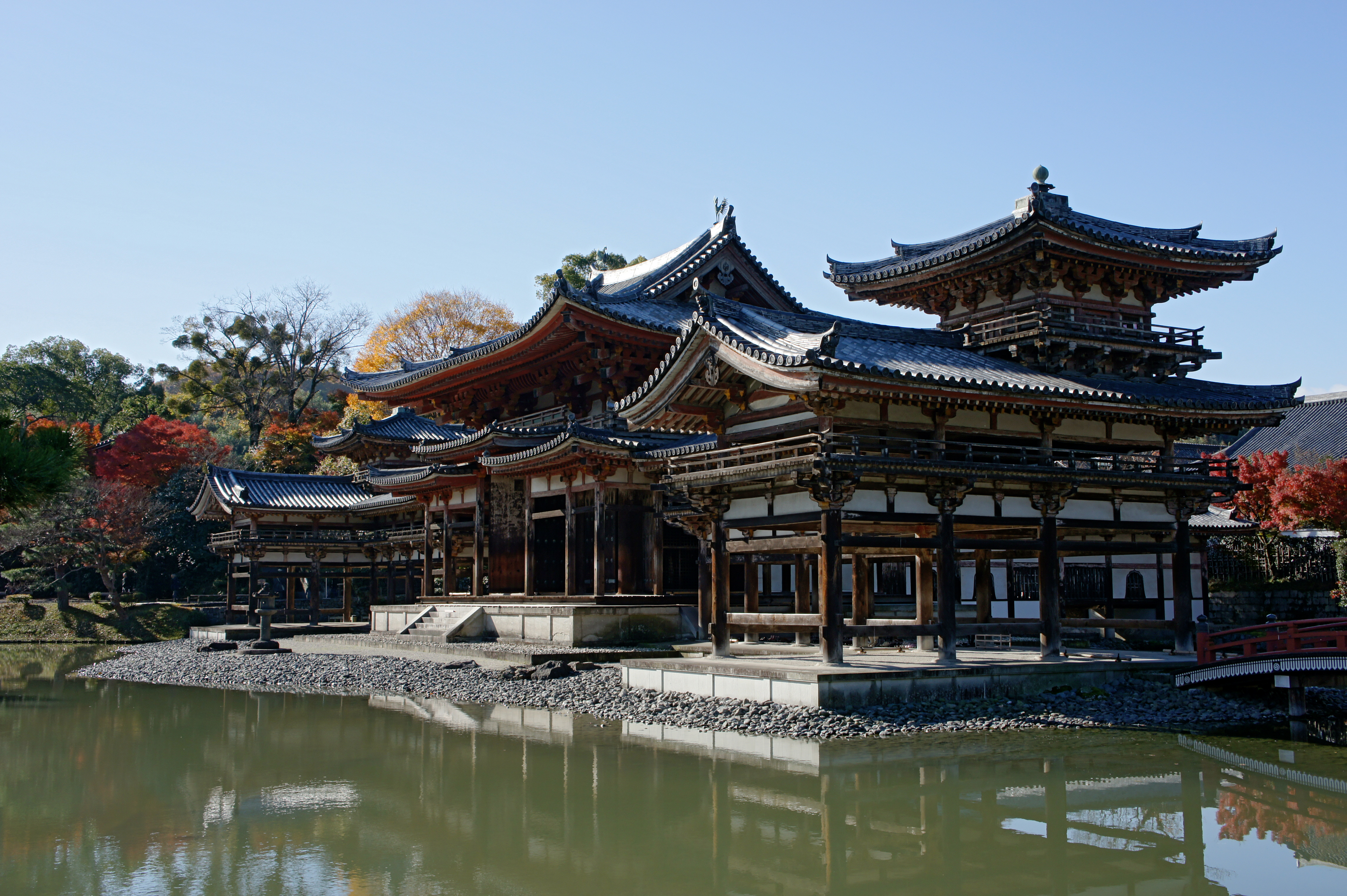
Byodo-in in Uji, Japan